# Onomeris australora
Onomeris australora är en mångfotingart som beskrevs av Hoffman 1950. Onomeris australora ingår i släktet Onomeris och familjen klotdubbelfotingar. Inga underarter finns listade i Catalogue of Life.